# Тисаагтелекська сільська рада
Тисаагтелекська сільська рада — колишній орган місцевого самоврядування у Ужгородському районі Закарпатської області з адміністративним центром у с. Тисаагтелек.

## Населені пункти
Сільській раді підпорядковані населені пункти:
- с. Тисаагтелек

## Історія
Закарпатська обласна рада рішенням від 27 грудня 2002 року в Ужгородському районі утворила Тисаагтелекську сільраду з центром у селі Тисаагтелек.